# Age of Love
Age of Love uitgebracht in 1990 op het Belgische label Diki Records. Age of Love was een danceproject dat van de Italiaanse producers Bruno Sanchioni (later bekend van BBE) en Giuseppe Cherchia. Ze zijn bekend voor de gelijknamige tranceklassieker The Age of Love. Dit werd door een remix van het Duitse tranceduo Jam & Spoon een hit. Dit staat bekend als een van de eerste echte trancehits.
Het originele nummer van Age of Love werd in 1990 uitgebracht. Het was een klein succesje. Het nummer kreeg echter een tweede leven wanneer Jam & Spoon de "Watch Out For Stella Mix" maakten. Deze versie was een hit in meerdere landen. Mixmag-magazine benoemde de remix tot beste remix van het jaar 1992. In 1997 werd de remix opnieuw uitgebracht met een nieuwe videoclip. Het nummer wist in Nederland in de Tipparade te komen. Sindsdien wordt eens in de zoveel tijd een nieuwe remix van het nummer gemaakt. Latere bewerkingen door tranceproducers zijn van Marco V, Cosmic Gate, Paul van Dyk en Emmanuel Top. In 2011 werden er dubstep-remixes gemaakt. Opvallend genoeg hebben de Italianen die het origineel maakten nooit gepoogd om nieuw leven te blazen in Age of Love. Zodoende is Age of Love het enige nummer van het project.

## Discografie

### Singles
| Single met eventuele hitnotering(en) in de Nederlandse Top 40 | Datum van verschijnen | Datum van binnenkomst | Hoogste positie | Aantal weken | Opmerkingen |
| ------------------------------------------------------------- | --------------------- | --------------------- | --------------- | ------------ | ----------- |
| The Age of Love                                               | 1990                  |                       |                 |              |             |
| The Age of Love (Jam & Spoon Radio Mix)                       | 1992                  |                       |                 |              |             |
| The Age of Love (The Remixes)                                 | 1992                  |                       |                 |              |             |
| The Age of Love                                               | 1997                  | 23-8-1997             | tip             |              |             |
| The Age of Love (Remixes)                                     | 1997                  |                       |                 |              |             |
| The Age of Love'98                                            | 1998                  |                       |                 |              |             |
| The Age of Love (The Brainbug & Johnny Vicious Remixes)       | 1998                  |                       |                 |              |             |
| The Age of Love (Remixes)                                     | 2000                  |                       |                 |              |             |
| The Age of Love 2004                                          | 2004                  | 98                    | 2               |              |             |
| The Age of Love 2010                                          | 2010                  |                       |                 |              |             |